# Brixia robinsoni
Brixia robinsoni är en insektsart som beskrevs av Synave 1965. Brixia robinsoni ingår i släktet Brixia och familjen kilstritar. Inga underarter finns listade i Catalogue of Life.